# 상하이 자기부상 시범운행선
상하이 자기부상 시범운영선(중국어: 上海磁浮示范运营线, 영어: Shanghai Maglev Train)은 상하이 푸동 국제공항과 롱양루 역을 연결하는 자기 부상식 철도로, 독일 지멘스의 트란스라피드 차량이 운행하는 노선이라 하여 상하이 트란스라피드라는 애칭으로도 알려진 노선이다.

## 개요
상설 실용선 자기 부상식 철도로서는 영국, 독일에 이어 세계 3번째이다. 상업용 자기 부상 철도로서는 세계 최초이다.
푸동국제공항 역과 상하이 시 교외의 롱양루 역의 사이 29.863km를 7분 20초에 연결한다. 영업 최고속도는 430 km/h이다. 운행 시간은 6:45-21:30. 단 8:30-17:30 이외의 시간대에는 최고속도를 300 km/h로 떨어뜨려 운행하고 있다.
현재 출발역 롱양루 역은 푸둥 신구의 교외에 위치하며, 상하이의 중심으로부터 떨어져 있다. 그러나 상하이는 2010 상하이 세계박람회 회장을 경유해 상하이 남역을 연결하고, 서남의 자싱 시를 거쳐 항저우시까지 연결할 계획을 가지고 있다.

## 특징
- 전체 길이: 33 km
- 투입운영: 2002년 12월 31일
- 최고시속: 431 km/h
- 롱양루역 출발: 6:45—8:45 / 17:00—21:30 최고시속 300 km/h
- 푸둥공항 출발: 7:02-8:47 / 17:02-21/32 최고시속 300 km/h
- 노선: 롱양루 역 - 푸동국제공항 역
- 운임: 50元 / 80元. 당일 비행기표를 제시하면 40元/베이징 공공교통카드 40元
- 운행시간: 롱양루역 6:45–21:30 / 푸동 국제공항 7:02–21:32
- 배차간격: 15~20분

## 운임
자기부상열차는 상하이 지하철 시스템의 일부가 아니다. 지하철을 통해 자기부상열차로 환승할 경우 새 티켓을 구입해야 합니다.
좌석 구분은 보통석과 귀빈석으로 나뉜다. 편도 보통석 50위안, 귀빈석 100위안으로 당일 왕복권을 구입하면 20% 할인되며, 당일 항공권을 제시하면 편도 보통석이 40위안으로 할인이 된다. 또 상하이 공공 교통 카드를 이용할 경우 같은 편도 보통석이 40위안으로 할인된다.

## 연혁
- 2000년 6월 30일 - 공항 연결 철도로 트랜스 라피드 채용 결정
- 2001년 3월 1일 - 공사 개시.
- 2002년 7월 20일 - 상하이 전용 제1호 차량 출하
- 2002년 12월 31일 - 당시 슈뢰더 독일 총리를 초청하여 개통식.
- 2003년 12월 29일 - 자기 부상형 영속 실용선으로서 세계 3번째 영업 운전 개시.
- 2004년 7월 3일 - 100만명 수송 달성.
- 2005년 7월 - 400만명 수송 달성.
- 2005년 12월 1일 - 운행 시간을 8:30-17:30에서, 7:00-21:00로 연장.
- 2006년 8월 11일 - 영업 운행 중에 첫 화재 사고.
- 2007년 10월 15일 - 운행 시간을 6:45-21:30로 연장.

## 같이 보기
- 상하이 지하철
- 공항철도